# Nagaokakyo
Nagaokakyo (長岡京市 -shi) é uma cidade japonesa localizada na província de Quioto.
Em 2003 a cidade tinha uma população estimada em 78 081 habitantes e uma densidade populacional de 4 070,96 h/km². Tem uma área total de 19,18 km².
Recebeu o estatuto de cidade a 1 de Outubro de 1972.